# Crixás (Goiás)
| \| Crixás \|                       |
| Lage der Ortschaft Crixás in Goiás |
| Crixás                             |

| Crixás |

Crixás ist eine brasilianische politische Gemeinde im Bundesstaat Goiás in der Mesoregion Nordwest-Goiás und in der Mikroregion São Miguel do Araguaia. Sie liegt nordwestlich der brasilianischen Hauptstadt Brasília und nördlich von Goiânia, der Hauptstadt des Bundesstaates.

## Geographische Lage
Das Territorium von Crixás grenzt
- im Nordwesten an die Gemeinde Nova Crixás
- im Osten (von Nord nach Süd) an Guarinos, Itapaci, Nova América, Rubiataba
- im Südwesten an Araguapaz
- im Westen an Mozarlândia